# Универзум Призивања зла
Универзум Призивања зла (енгл. The Conjuring Universe) америчка је медијска франшиза коју је створио Џејмс Ван. Састоји се од хорор филмова које производи New Line Cinema. Филмови представљају драматизацију стварних случајева Еда и Лорејн Ворен.
Франшиза је остварила комерцијални успех, зарадивши преко две милијарде долара у односу на буџет од 208 милиона. Данас је најуспешнија франшиза хорор филмова. Добила је помешане рецензије критичара.

## Филмови
| Филм                              | Година | Режија          | Сценарио                                                        | Прича                                      | Продуцент                                   |
| --------------------------------- | ------ | --------------- | --------------------------------------------------------------- | ------------------------------------------ | ------------------------------------------- |
| Призивање зла                     | 2013.  | Џејмс Ван       | Чед Хејз и Кери Хејз                                            | Чед Хејз и Кери Хејз                       | Тони Дероса Друнф, Питер Сафран и Роб Роуен |
| Анабел                            | 2014.  | Џон Р. Леонети  | Гари Доберман                                                   | Гари Доберман                              | Питер Сафран и Џејмс Ван                    |
| Призивање зла 2                   | 2016.  | Џејмс Ван       | Чед Хејз, Кери Хејз, Џејмс Ван и Дејвид Лесли Џонсон Макголдрик | Чед Хејз, Кери Хејз и Џејмс Ван            | Питер Сафран, Роб Роуен и Џејмс Ван         |
| Анабел 2: Стварање зла            | 2017.  | Дејвид Сандберг | Гари Доберман                                                   | Гари Доберман                              | Питер Сафран и Џејмс Ван                    |
| Опатица из пакла                  | 2018.  | Корин Харди     | Гари Доберман                                                   | Гари Доберман и Џејмс Ван                  | Питер Сафран и Џејмс Ван                    |
| Проклетство ожалошћене жене       | 2019.  | Мајкл Чавес     | Мики Дотри и Тобијас Јаконис                                    | Мики Дотри и Тобијас Јаконис               | Џејмс Ван, Гари Доберман и Емил Гладстон    |
| Анабел 3: Повратак кући           | 2019.  | Гари Доберман   | Гари Доберман                                                   | Гари Доберман и Џејмс Ван                  | Питер Сафран и Џејмс Ван                    |
| Призивање зла: Ђаво ме је натерао | 2021.  | Мајкл Чавес     | Дејвид Лесли Џонсон-Макголдрик                                  | Дејвид Лесли Џонсон Макголдрик и Џејмс Ван | Питер Сафран и Џејмс Ван                    |
| Опатица из пакла 2                | 2023.  | Мајкл Чавес     | Ијан Голдберг, Ричард Наинг и Акела Купер                       | Акела Купер                                | Питер Сафран и Џејмс Ван                    |

### Хронологија
Свих девет филмова Универзума Призивања зла се одвијају између 1952. и 1981. године.
| Година | Филм                              |
| ------ | --------------------------------- |
| 1952.  | Опатица из пакла                  |
| 1955.  | Анабел 2: Стварање зла            |
| 1956.  | Опатица из пакла 2                |
| 1967.  | Анабел                            |
| 1971.  | Призивање зла                     |
| 1972.  | Анабел 3: Повратак кући           |
| 1973.  | Проклетство ожалошћене жене       |
| 1977.  | Призивање зла 2                   |
| 1981.  | Призивање зла: Ђаво ме је натерао |